# 川本皓嗣
川本 皓嗣（かわもと こうじ、1939年10月28日 - ）は、日本の比較文学者。東京大学名誉教授・大手前大学名誉教授。日本学士院会員。前大手前大学学長。元日本比較文学会会長。

## 経歴
出生から修学期
1939年、大阪府大阪市で生まれた。大阪府立住吉高等学校を卒業し、東京大学教養学部に進学。教養学科フランス科で学び、卒業。その後同科イギリス科に学士入学したが、1965年に中退し、同大学大学院比較文学比較文化専攻に進んだ。博士課程を中退して渡仏し、パリ大学に留学。
文学研究者として
トロント大学客員教授、インディアナ大学高等研究所フェローを経て、1971年に東京大学教養学部フランス語助手に採用された。1973年、同英語科講師に就いた。1977年に助教授、のち教授昇格。1992年、学位論文『日本詩歌の伝統：七と五の詩学』を東京大学に提出して学術博士号を取得。1994年、比較文学比較文化専攻主任を務めた。学界では、1999年より日本比較文学会および国際比較文学会会長。2000年に東京大学を定年退官し、名誉教授となった。
その後は帝塚山学院大学国際文化学部教授を務めた。のち大手前大学副学長を経て、学長就任。2009年、学士院会員に選出された。2012年、大手前大学学長を退任。2014年9月、『俳句－十七字の世界－』のMOOC提供。

## 受賞・栄典
- 『日本詩歌の伝統』で小泉八雲賞を受賞。
- 『日本詩歌の伝統』でサントリー学芸賞受賞。
- 2013年秋：瑞宝重光章を受勲[3]。

## 研究内容・業績
専門は比較文学。フランス、アメリカの詩の研究に始まり、日本の詩歌について研究し、七五調や俳句の構成についての説がある。

## 著作
著書
- 『日本詩歌の伝統』岩波書店 1991
  - 英版 "The Poetics of Japanese Verse - Imagery, Structure, Meter", University of Tokyo Press, 2000
- 『アメリカの詩を読む』岩波書店(セミナーブックス) 1998
- 『俳諧の詩学』岩波書店 2019

共編著
- 『ジュニア エヴリデイ英和辞典』上田明子・隈部直光,メアリ・アルトハウス共編、中教出版 1993
- 『歌と詩の系譜』(叢書比較文学比較文化 5) 中央公論社 1994
- 『美女の図像学』思文閣出版 1994
- 『文学の方法』小林康夫共編、東京大学出版会 1996
- 『翻訳の方法』井上健共編、東京大学出版会 1997
- 『近代日本における外国文学の受容』山内久明共編、放送大学教育振興会 2003
- 『力か対話か：異文化交流は「文明の衝突」を防ぎ得るか』中央公論事業出版 2004
- 『ヴィクトリア朝英国と東アジア』松村昌家共編、思文閣出版 2006
- 『阪神文化論』松村昌家共編　思文閣出版 2008
- 『一九二〇年代東アジアの文化交流』上垣外憲一共編、思文閣出版(大手前大学比較文化研究叢書) 2011
- 『比較詩学と文化の翻訳』上垣外憲一共編、思文閣出版、2012

訳書
- 『アメリカ名詩選』亀井俊介共編訳、岩波文庫、1993
- 『詩をどう読むか』テリー・イーグルトン著、岩波書店、2011[4]
- 『対訳 フロスト詩集』(アメリカ詩人選 4) ロバート・フロスト著、編訳 岩波文庫、2018
- 『新編 イギリス名詩選』岩波文庫 2025

## 参考
- 駒場1991